# Сценарий
Сцена́рий — литературно-драматическое произведение, написанное как основа для постановки кино- или телефильма, и других мероприятий в театре и иных местах.
Сценарий в кинематографе, как правило, напоминает пьесу и подробно описывает каждую сцену и диалоги персонажей с ремарками. Иногда сценарий представляет собой адаптацию отдельного литературного произведения для кинематографа, иногда в этом случае автор романа бывает и автором сценария (сценаристом).
Сценарист — человек, который пишет сценарий к фильму. Иногда в написании одного и того же сценария принимает участие несколько сценаристов, прежде чем режиссёр выберет лучший вариант. Необязательно автор книги пишет сценарий при её экранизации. Эта работа обычно отдаётся сценаристу, а автор произведения, при возможности является соавтором сценария или консультантом.

## Элементы сценария
Существует четыре главных элемента сценария:
- описательная часть (ремарка или сценарная проза),
- диалог
- закадровый голос
- титры

КОЛЯ
Простите меня. Я виноват. Не уходите, пожалуйста. Простите! Я хочу перед всеми вами извиниться. Вы все очень хорошие люди, но… очень странные. И всё равно я вас всех люблю, в общем, вот.
Алиса Денисовна протискивается сквозь толпу обратно. Опухший Дронов с интересом смотрит на Колю. Завуч выходит из
оцепенения и отнимает у Коли микрофон.
ЗАВУЧ
Молодец. (гладит Колю по щеке) Поаплодируем Смирнову. Сами понимаете, начало учебного года, педагогов не хватает.
Коля обнимает вернувшуюся Алису Денисовну. Переглядывается со Станиславом Ильичем…
…ТИТР: ЧЕРЕЗ ПОЛГОДА АЛИСА И СТАНИСЛАВ ПОЖЕНИЛИСЬ, А КОЛЯ ПОЛУЧИЛ
ПЯТЕРКУ НЕ ТОЛЬКО ПО ИНФОРМАТИКЕ, НО И ПО АНГЛИЙСКОМУ.
Ксюша ошалело смотрит на Колю, отворачивается в недоумении.
Она уже не понимает, чему удивляться, а чем возмущаться.
ТИТР: КСЮША ПОСТУПИЛА В ИНСТИТУТ И БОЛЬШЕ НЕ ЖИВЕТ С РОДИТЕЛЯМИ, НО
ХОДИТ К НИМ В ГОСТИ.
Дронов пританцовывает в ритм популярной песни.
— Из сценария КОМЕДИИ “ХОРОШИЙ МАЛЬЧИК”

## Сценарий в кинематографе
Первой необходимой стадией на пути реализации замысла художественного фильма является создание сценария — его литературной основы, в котором определяется тема, сюжет, проблематика, характеры основных героев. За более чем столетнюю историю кинематографа сценарий прошёл свой путь развития от «сценаристов на манжетах», где кратко описывалась фабула будущего фильма, до особого литературного жанра — кинодраматургии. Литературный сценарий может быть либо оригинальным, либо представлять собой экранизацию уже существующего литературного произведения. В настоящее время сценарии имеют самостоятельную ценность, публикуются в журналах, специальных сборниках, предназначенных для чтения. Но в первую очередь, создавая своё произведение, кинодраматург предполагает его воплощение на экране. Чтобы удержать внимание зрителя, в сценарии должны быть соблюдены некоторые общие правила, учитывающие зрительскую психологию.
Виды сценария в кино:
- Киносценарий
- Режиссёрский сценарий
- Экспликация (как снимать)
- Режиссёрская экспликация.

## Стандарты и условия
Восемьдесят страниц, написанных профессиональным сценаристом, равняются примерно 2600 метров плёнки кинодействия, что, как правило, составляет односерийный фильм и может содержать от четырёх до пяти тысяч слов диалога. Сто двадцать страниц приблизительно составляют 4000 метров плёнки (соответствует двухсерийному фильму).
Требования к сценариям имеют различия в зависимости от страны и киностудии, которая его принимает.
Над литературным сценарием работает кинодраматург, часто в этой работе участвуют продюсер и режиссёр, которые нередко становятся его соавторами.
Чтобы литературный сценарий мог быть использован, его адаптируют к условиям кино, трансформируя в киносценарий, где описательная часть сокращается, чётко прописываются диалоги, определяется соотношение изобразительного и звукового ряда. Здесь драматургическая сторона разрабатывается по сценам и эпизодам, а постановочная разработка действия ведётся по объектам съёмки. Каждая новая сцена записывается на отдельную страницу, что впоследствии облегчит работу в установлении их последовательности в развитии сюжета. Кроме того, киносценарий проходит производственное редактирование.
Это необходимо для определения длины фильма, количества объектов съёмки, декораций, количества актёров, организации экспедиций и многого другого. Без этого невозможно рассчитать финансовые затраты на кинопроизводство.

## Структура сценария
Одно действие в сценарии обычно соответствует одному кадру (отрезок пленки от включения до выключения камеры). Любой сценарий состоит из сцен (действий, последовательно происходящих в одном и том же месте) и эпизодов (одна или несколько сцен, объединённых одной коллизией). Эпизод — это последовательный ряд сцен (обычно от одной до пяти, заканчивающийся кульминационным моментом, влияющим на дальнейшее развитие сюжета). В кино также применяется деление на части, которое имеет историческую подоплеку — в немом кино смена бобин в проекторе происходила во время маленьких антрактов, поэтому эпизоды фильма, помещавшиеся на каждую бобину с плёнкой, должны были быть законченными. В современном кино одна часть соответствует 10 минутам фильма, а полнометражный фильм состоит не менее чем из шести частей (60 минут).
В каждом эпизоде есть как минимум один из планов: общий (фигура человека целиком), средний (поясной), крупный (лицо) и деталь (часть лица, предмета).
Весь сценарий (фильм) можно разделить на несколько актов (завязка, развитие действия, кульминация).

## Запись сценария
В России принято писать сценарий фильмов почти обычной описательной прозой. В СССР даже был жанр киноповести — когда сценарист, не надеясь на постановку, просто описывал воображаемый фильм, как он его себе представляет. В США же сценарии пишутся более «технологично» — в начале каждой сцены указывается, в помещении или на улице происходит действие, в какое время дня; когда появляется новый персонаж, то его имя выделяется прописными буквами и т. п.

## Выразительные средства
Повествуя свою историю, режиссёр создаёт новую реальность, реальность фильма, в которой зритель должен не только увидеть, но и почувствовать жизнь на экране — и только при этом условии экранная жизнь убедит зрителя в своей реальности. Для создания этой новой реальности используются различные выразительные средства, создаваемые ещё на уровне сценария.

### Деталь как выразительное средство
Сюжет можно сравнить с мёртвым деревом, имеющим ствол и основные ветви. Узнаваемость деталей (в широком смысле этого слова) служит тысячами мелких веточек с зелёными листочками, то есть даёт дереву жизнь.
Детали должны работать. Наличие в кадре большого количества инертных (то есть не работающих) деталей размывает внимание зрителя и в конечном итоге вызывает скуку. Чёткую характеристику активной (то есть работающей) детали дал А. П. Чехов: «Если в первом акте на сцене висит ружьё, в последнем оно должно выстрелить». Это конструктивная формула для активизации всех компонентов драмы, вовлечённых в сюжетное развитие общей идеи.
Существует пять основных аспектов детали:
1. Деталь, создающая перипетию, есть предмет, который находится в центре внимания не только эпизода, но и целого фильма, является поводом к действию (подвески королевы, платок Дездемоны).
2. Деталь — предмет, который находится в активном взаимодействии с актёром, помогает ему выстраивать характер персонажа (тросточка Чарли Чаплина, монокль барона у Ж. Ренуара).
3. Деталь — часть, по которой зритель может догадаться о том, что происходит в целом (песня корабельного врача, движение отсветов на лице «Парижанки», перстень шефа в «Бриллиантовой руке»).
4. Деталь-персонаж — предмет, который одушевляется, и на него переносятся человеческие функции (шинель Акакия Акакиевича, «Красный шар» А. Ла Мориса).
5. Деталь, создающая настроение (в «Амаркорде» Федерико Феллини — павлин, распушивший хвост в конце панорамы, показывающей заснеженную слякотную улицу).